# Diplazium grandifolium
Diplazium grandifolium är en majbräkenväxtart som först beskrevs av och som fick sitt nu gällande namn av Olof Peter Swartz.
Diplazium grandifolium ingår i släktet Diplazium och familjen Athyriaceae. Inga underarter finns listade i Catalogue of Life.